# Pravo i pravda (Poljska)
Pravo i pravda (polj. Prawo i Sprawiedliwość), skraćeno PiS je nacionalno-konzervativna, kršćansko-demokratska i desničarsko-populistička politička stranka u Poljskoj. Članica je Europske stranke konzervativaca i reformista (ECR).
Stranku su 2001. godine osnovali blizanci Kaczyński, Lech i Jarosław, kao centrističku i demokršćansku. 

## Predsjednik stranke
Godine 2010., Jarosław Kaczyński postaje predsjednik stranke nakon što je Lech Kaczyński stradao u zrakoplovnoj nesreći u Smolenskoj oblasti.
| Br. | Slika | Ime                | Trajanje mandata                      |
| --- | ----- | ------------------ | ------------------------------------- |
| 1.  |       | Lech Kaczyński     | 13. lipnja 2001. – 18. siječnja 2003. |
| 2.  |       | Jarosław Kaczyński | 18. siječnja 2003. – danas            |

## Program
Stranka se zalaže za veća prava žrtvama krivičnih dijela i pooštravanje kazni prestupnicima, posebno za prestupe koji ugrožavaju nečiji život, zdravlje i imanje. Podržava stvaranje Antikorupcijske kancelarije i objavljivanje imovinskih karti političara u javnosti.
Stranka se protivi legalizaciji eutanazije, pobačaja i registraciji homoseksualnih brakova. Godine 2020., Međunarodna je udruga lezbijki, gay, biseksualnih, trans i interseksualnih osoba rangirala Poljsku na zadnjem mjestu država Europske unije prema pravima LGBT osoba.

## Rezultati na izborima
Na izborima za Europski parlament 13. lipnja 2004. godine, PiS je dobio 12,67% glasova i osvojio 7 mandata u Europskom parlamentu.
U prvom krugu izbora za predsjednika Republike 9. listopada 2005. godine, za Lecha Kaczyńskog glasalo je 4.947.927 glasača (33,10%). S ovim rezultatom Kaczyński se našao na drugom mjestu. U drugom krugu izbora od 23. listopada, Lech Kaczyński je pobijedio i postao novi predsjednik Republike Poljske. Na parlamentarnim izborima u Poljskoj, održanim 21. listopada 2007. godine, Pravo i pravda je osvojila 32,11% glasova što je stranki donijelo 166 mjesta u Sejmu.
Na parlamentarnim izborima u Poljskoj održanim 25. listopada 2015. godine, Pravo i pravda je osvojila 37,6% glasova, što je stranki donijelo apsolutnu većinu od 235 mjesta u Sejmu. Iste godine, njezin član Andrzej Duda postaje predsjednik Poljske, a naslijedio ga je Karol Nawrocki iz iste stranke.
- Rezultati poljskih parlamentarnih izbora 2007. godine
- Rezultati poljskih parlamentarnih izbora 2011. godine
- Rezultati poljskih parlamentarnih izbora 2015. godine
- Rezultati poljskih parlamentarnih izbora 2019. godine

## Vanjske poveznice
- Službena stranica